# Saint Doha
Saint Doha ou saint Doccus fait partie des saints bretons plus ou moins mythiques non reconnus officiellement par l'église catholique romaine.

## Hagiographie
La vie de saint Doha est inconnue. Ce serait un ancien évêque du Ve siècle. Il est apparemment né dans l'île de Bretagne (Grande-Bretagne actuelle) comme de nombreux autres saints bretons plus ou moins mythiques. Son existence est toutefois attestée par plusieurs sources, le Catalogus sanctorum Hibernæ secundum tempora qui date du VIIIe siècle, la "Vie de Saint-Samson" qui date du VIIe siècle, les "Annales d'Ulster" de 447, le "cartulaire de Llandaf", etc..
Il a parfois été confondu avec saint Cadou (ou saint Cadochus) à tort semble-t-il.

## Son culte
Son culte semble avoir été répandu par le passé. Deux monastères, l'un en Pays de Galles, l'autre en Cornouailles britannique portaient son nom qui est conservé par un nom de paroisse dans chacun de ces deux pays.
En Bretagne, il a été honoré à Primelin dans le Finistère (une chapelle lui était consacrée au XVIIe siècle) et l'est aujourd'hui à Merdrignac (Côtes-d'Armor) sous le nom de saint Doha.. Le nom de l'ancienne paroisse de Bothoa dans les Côtes-d'Armor, qui fait désormais partie de la commune de Saint-Nicolas-du-Pélem proviendrait aussi de saint Doha.